# Lijst van voetbalinterlands Sri Lanka - Tadzjikistan
Deze lijst van voetbalinterlands is een overzicht van alle officiële voetbalwedstrijden tussen de nationale teams van Sri Lanka en Tadzjikistan. De landen hebben tot op heden vier keer tegen elkaar gespeeld. De eerste ontmoeting, de finale van de AFC Challenge Cup 2006, werd gespeeld in Dhaka (Bangladesh) op 16 april 2006. Het laatste duel, een vriendschappelijke wedstrijd, vond plaats op 29 maart 2011 in Colombo.

## Wedstrijden
| № | Plaats  | Datum            | Competitie             | Wedstrijd                | Uitslag |
| - | ------- | ---------------- | ---------------------- | ------------------------ | ------- |
| 1 | Dhaka   | 16 april 2006    | AFC Challenge Cup 2006 | Sri Lanka − Tadzjikistan | 0 − 4   |
| 2 | Colombo | 18 februari 2010 | AFC Challenge Cup 2010 | Sri Lanka − Tadzjikistan | 1 − 3   |
| 3 | Colombo | 27 maart 2011    | Vriendschappelijk      | Sri Lanka − Tadzjikistan | 2 − 2   |
| 4 | Colombo | 29 maart 2011    | Vriendschappelijk      | Sri Lanka − Tadzjikistan | 0 − 2   |

## Samenvatting
| Competitie        | Totaal gespeeld | Winst Sri Lanka | Gelijk | Winst Tadzjikistan | Doelsaldo Sri Lanka – Tadzjikistan |
| ----------------- | --------------- | --------------- | ------ | ------------------ | ---------------------------------- |
| AFC Challenge Cup | 2               | 0               | 0      | 2                  | 1 − 7                              |
| Vriendschappelijk | 2               | 0               | 1      | 1                  | 2 − 4                              |
| Totaal            | 4               | 0               | 1      | 3                  | 3 − 11                             |

FSL ·
A-internationals ·
Sri Lankaans vrouwenelftal
Afghanistan ·
Bahrein ·
Bangladesh ·
Bhutan ·
Brunei ·
Cambodja ·
China ·
DDR ·
Filipijnen ·
Guam ·
Hongkong ·
India ·
Indonesië ·
Irak ·
Iran ·
Japan ·
Jemen ·
Jordanië ·
Kirgizië ·
Laos ·
Libanon ·
Macau ·
Malediven ·
Maleisië ·
Mongolië ·
Myanmar ·
Nepal ·
Noord-Korea ·
Oezbekistan ·
Oman ·
Pakistan ·
Palestina ·
Papoea-Nieuw-Guinea ·
Qatar ·
Saoedi-Arabië ·
Seychellen ·
Singapore ·
Soedan ·
Syrië ·
Tadzjikistan ·
Taiwan ·
Thailand ·
Turkmenistan ·
Verenigde Arabische Emiraten ·
Vietnam ·
Zuid-Korea
TFF · A-internationals · Tadzjieks vrouwenelftal
1994 – 1999 ·
2000 – 2009 ·
2010 – 2019 ·
2020 − 2029
Afghanistan ·
Australië ·
Azerbeidzjan ·
Bahrein ·
Bangladesh ·
Bhutan ·
Brunei ·
Cambodja ·
China ·
Estland ·
Filipijnen ·
Guam ·
Hongkong ·
India ·
Irak ·
Iran ·
Japan ·
Jemen ·
Jordanië ·
Kazachstan ·
Kirgizië ·
Koeweit ·
Libanon ·
Macau ·
Malediven ·
Maleisië ·
Mongolië ·
Myanmar ·
Nepal ·
Noord-Korea ·
Oeganda ·
Oezbekistan ·
Oman ·
Pakistan ·
Palestina ·
Qatar ·
Rusland ·
Saoedi-Arabië ·
Singapore ·
Sri Lanka ·
Syrië ·
Thailand ·
Trinidad en Tobago ·
Turkmenistan ·
Verenigde Arabische Emiraten ·
Vietnam ·
Wit-Rusland ·
Zuid-Korea